# Camille Paglia
Pour les articles homonymes, voir Paglia (homonymie).
Œuvres principales
Sexual Personae. Art and Decadence from Nefertiti to Emily Dickinson
Camille Anna Paglia (née le 2 avril 1947 à Endicott à New York aux États-Unis) est une écrivaine, polémiste et critique sociale féministe américaine d'origine italienne.
S'inspirant des œuvres de Sade, Nietzsche et Freud, ses travaux traitent divers sujets, dont les arts visuels, la littérature, la culture populaire, la sexualité, le féminisme ainsi que la religion et la politique.

## Biographie
Paglia est née à Endicott, New York, en 1947, l'aînée  de Pasquale et Lydia Anne (née Colapietro) Paglia. Ses quatre grands-parents sont tous nés en Italie. Sa mère a émigré aux États-Unis à l'âge de cinq ans, venant de Ceccano, dans la province de Frosinone. Paglia a déclaré que de l'autre côté, sa famille paternelle était originaire des villes campaniennes d'Avellino, Bénévent et Caserte. Son père, vétéran de la Seconde Guerre mondiale, initie sa jeune fille à l'art grâce aux livres qu'il ramenait à la maison sur l'histoire de l'art français. En 1957, sa famille déménage à Syracuse, dans l'État de New York, afin que son père puisse commencer des études supérieures. Il devient par la suite professeur de langues romanes au collège Le Moyne. En 1992, Carmelia Metosh, son professeur de latin pendant trois ans, déclare : « Elle a toujours été controversée. Quelles que soient les déclarations qui étaient faites (en classe), elle devait les contester » .
Pendant ses séjours dans un camp d'été de scouts à Thendara, dans l'État de New York, un événement crucial pour elle a été l'explosion d'une toilette extérieure après qu'elle a versé trop de chaux vive dans les latrines. « Cela a symbolisé tout ce que j'allais faire de ma vie et de mon travail. L'excès, l'extravagance et l'explosivité. Je serais quelqu'un qui regarderait dans les latrines de la culture, dans la pornographie, le crime et la psychopathologie... et j'y larguerais la bombe »,.
Paglia a fait ses études à l'Université de Binghamton (licence), puis à l'Université Yale (master, doctorat). Elle y obtient un doctorat de littérature anglaise en 1980. Elle est remerciée de Bennington College en 1981 pour avoir fait preuve d'une agressivité. Depuis 1984, elle est professeur de sciences humaines et des médias (Humanities and Media Studies) à la University of the Arts de Philadelphie, Pennsylvanie, aux États-Unis. Elle publie en 1990 son premier ouvrage, Sexual Personae. Art and Decadence from Nefertiti to Emily Dickinson, après avoir été confrontée aux refus de sept éditeurs.

## Esthétique
Paglia a consacré l'essentiel de sa carrière à l'étude des arts (peinture, sculpture, littérature, cinéma). Elle a développé une conception esthétique qui reconnaît la qualité des grandes œuvres d'art classiques, mais qui simultanément admet le caractère esthétique d'objets et de pratiques habituellement exclus du champ artistique: «je veux [...] appliquer la notion d'“art” à tout ce qui est artificiel ou fabriqué, incluant des projets d'ingénierie comme les routes et les ponts. Pour moi, tous les ouvrages de l'imagination sont de l'art, qu'il s'agisse de la poésie, des publicités télévisées ou de la pornographie, et ce, tout en considérant la qualité de l'œuvre.»
Son ouvrage Glittering Images, publié en octobre 2012,  est une petite étude de l'art occidental en 29 essais, chacun se concentrant sur une œuvre d'art,  de l'Antiquité à l'époque moderne. Cette sélection d'oeuvres à travers les siècles comprend par exemple l'Aurige de Delphes, la Chaire de saint Pierre, mais aussi une peinture de Claude Monet, Les Demoiselles d'Avignon de Picasso, le film Star Wars, épisode III : La Revanche des Sith de George Lucas, ou encore la sculpture The Lightning Field de Walter De Maria, etc.. Pour elle, l'art est une quête spirituelle, une expérience religieuse, et elle s'emploie à montrer, dans son ouvrage, le sens transcendantal de telle ou telle œuvre.
Paglia s'oppose aux approches postmodernes héritées de la French Theory, aussi appelées «théories critiques» ou «poststructuralisme», citant les travaux de Jacques Lacan, Michel Foucault et Jacques Derrida, dans lesquels elle voit une approche éloignée d'une véritable appréciation de l'art.  Plutôt que d'appliquer une approche morale ou politisée aux œuvres, Paglia affirme vouloir prendre pour point de départ l'œuvre elle-même et privilégie le sensoriel, la mise en contexte et la métaphore: «Mon approche de l'art est multipartite, un examen psychomédical. Premièrement, la palpation: je saisis le caractère émotionnel et sensoriel de l'œuvre, la photographiant par une description fidèle. Deuxièmement, la généalogie: la psychohistoire de l'œuvre, son rapport à l'artiste et à la période. Troisièmement, les rayons X: son squelette ou sa profonde structure rituelle. Quatrièmement, l'analogie: sa ressemblance à d'autres choses, passées ou futures, nobles ou basses.» François Cusset écrit que Camille Paglia, comme d'autres intellectuels américains notoires, après la Seconde Guerre mondiale, doit une partie de sa notoriété principalement aux répercussions politiques des polémiques engendrées qui ont d'abord éclaté sur les campus universitaires, dans son cas à une polémique contre l'intellectualisme étranger.

## Féminisme
Paglia se dit féministe « amazone » ou « dissidente », mais ses positions, assez provocatrices, refusant tout puritanisme mais aussi toute culture de victimisation, ont été froidement accueillies par ses contemporaines féministes.
L'objection des féministes plus traditionnelles aux travaux de Paglia tiennent entre autres à ses positions sur le viol et l'agression sexuelle. Si Paglia estime que le viol est une atrocité, elle voit dans les rencontres sexuelles occasionnelles ou improvisées un risque à assumer, inhérent à ce type de rencontres, et est cité à ce titre par Virginie Despentes dans son ouvrage King Kong Théorie,.

## Homosexualité et androgynie
L'une des thématiques privilégiées par Paglia est l'homosexualité masculine, qu'elle associe à plusieurs moments de grande créativité artistique : «Une fréquence élevée d'homosexualité masculine a accompagné des sommets majeurs de la culture occidentale — dans l'Athènes classique, et pendant la Renaissance florentine et londonienne.» Elle étudie les manifestations de l'homosexualité et, plus largement, de l'androgynie dans l'art et la littérature (sa thèse de doctorat, déposée en 1974, portait sur la figure de l'androgyne dans les arts): «Mon étude formelle du sexe s'est d'abord concentrée sur des images de l'androgyne que j'ai découvertes tout au long de l'histoire de l'art et des cultes. J'avais pour but de donner une forme et un ordre au champ très nébuleux de l'ambiguïté sexuelle. Je cherchais un langage qui éviterait le jargon et la rigidité du freudisme d'après-guerre ainsi que ceux du nouveau féminisme surpolitisé, qui roule sur l'art comme un tank soviétique.»

## Libertarisme
Camille Paglia se présente comme libertarienne : elle revendique la liberté d'expression, la liberté de l'individu, se prononce en faveur de la liberté sexuelle, de l'homosexualité, de la pornographie (qu'elle considère comme une pratique artistique), et en faveur de la liberté d'avorter pour les femmes,.

## Transidentité
Paglia, qui se dit lesbienne et transgenre, se présente comme une auteure occupant une position identitaire singulière qui lui permet de critiquer autant les idéologues de gauche que de droite. Elle a dit : « Je ne sais pas exactement à quoi j'appartiens. Pas un seul jour de ma vie je ne me suis sentie femme. Je ne me suis jamais sentie admise dans ma vie en tant que femme. Mais je ne me sens pas comme un homme non plus. Alors, je suis prête à reconnaître que j'ai une sorte de dysphorie du genre, et grâce à cette dysphorie du genre, j'ai écrit plusieurs livres. Mes livres sont mon changement de sexe. J'ai dit que Sexual Personae est le plus gros changement de sexe de l'histoire. [...] Ma voix est la voix d'une transsexuelle. » À propos de la question transgenre, elle a également déclaré (dans une interview du 22 octobre 2015 avec la chaîne de télévision brésilienne Roda Viva Internacional,) qu'encourager la chirurgie de réassignation sexuelle chez les enfants est une forme de « maltraitance » (« child abuse »). Elle s'en explique ainsi: « chaque individu possède un droit absolu sur son corps et sur son identité [...]. Ce que je rejette catégoriquement en revanche, c'est l'intrusion des gouvernements et des bureaucraties [...] en ces domaines [...]. Le futur ne regardera pas avec bienveillance une époque où de jeunes enfants non conformes sexuellement (ce que j'étais moi-même) sont accompagnés sur le chemin prématuré des transformations chirurgicales, qui va de pair avec un assujettissement à vie aux médecins et à une industrie pharmaceutique rapace. »

## Reconnaissance
En 2013, David Bowie partageait la liste de ses 100 livres préférés. Le premier livre de Camille Paglia en faisait partie.

## Principales publications
- Sexual Personae. The Androgyne in Literature and Art (thèse de doctorat), 1974.
- Sexual Personae. Art and Decadence from Nefertiti to Emily Dickinson, New Haven, Yale University Press, 1990, 718 p. [version paperback, 1991, Vintage Books,  (ISBN 0-679-73579-8); 2001, Yale University Press,  (ISBN 0-300-09127-3)].
- Sex, Art, and American Culture. Essays, New York, Vintage Books, 1992, 337 p.
- Vamps & Tramps. New Essays, New York, Vintage Books, 1994, 532 p.
- Sex and Violence, or Nature and Art, New York, Penguin Books, 1995, 56 p.
- The Birds, Londres, BFI Film Classics, 1998, 104 p.
- Break, Blow, Burn. Camille Paglia Reads Forty-three of the World’s Best Poems, New York, Vintage, 2005, 304 p.
- Glittering Images. A Journey Through Art from Egypt to Star Wars, New York, Vintage, 2012, 224 p.
- Skjønnhetens makt. Samtaler med Camille Paglia, Oslo, Norli, 2013, 191 p. [en norvégien, entretiens entre l’auteure et Birgitte Huitfeldt Midttun].
- Free Women, Free Men. Sex, Gender, Feminism, New York, Pantheon, 2017, 352 p. [aussi  en format audio, lu par l’auteure : Random House Audio, 2017, 10 h 28].
- Provocations. Collected Essays, New York, Pantheon, 2018, 784 p.

En français :
- Vamps & tramps. Une théorie païenne de la sexualité, trad. A. Botz et C. Fort-Cantoni, Paris, Denoël, 2009, 605 p.
- Introduction à Personas sexuelles, trad. G. Laverdière, Québec, Presses de l'Université Laval, 2017 / Paris, Éditions Hermann, 2018, 160 p. [traduction française des textes Sexual Personae. The Cancelled Preface et Sex and Violence, or Nature and Art][26].
- Femmes libres, hommes libres. Sexe, genre, féminisme, trad. G. Laverdière, Québec, Presses de l'Université Laval, 2019, 432 p.